# Wales (Utah)
Wales è una città degli Stati Uniti d'America, situata nello Stato dello Utah, nella Contea di Sanpete.